# Тви-поп
Тви-поп или просто тви (англ. Twee pop) — поджанр инди-попа, для представителей которого характерна примитивная простота звучания. В отличие от инди-попа, тви-поп пользуется умеренной славой и успехом.

## Характеристики
Согласно определению, тви-поп — это что-то «чрезмерно или притворно причудливое, прелестное, сентиментальное». Сам термин предположительно происходит от детского неправильного произношения слова sweet (рус. сладкий). В то время как «тви-поп» считается уничижительным термином в Великобритании, для американцев он является вполне приемлемым.
Согласно Paula Mejia:

Различие между тви и инди-попом небольшое, но поляризующее. Оба стиля переросли в жанр, превратились в коммерческий подход и имеют схожие влияния — от минималистских трёхаккордных структур группы Ramones, до пикантных поп-гармоний группы The Jesus And Mary Chain. Они слегка отличаются происхождением... Тви начался с обширной коллекции звуков, создавая из них звучание не характерное для знаменитостей, но подобное им.
Оригинальный текст (англ.)The difference between “twee” and “indie pop” is slight but polarizing. Both styles of music transcended genre, became a tape-trading lifestyle, and have similar influences, drawing from the Ramones’ minimalist three-chord structures as much as The Jesus And Mary Chain’s salty pop harmonies. Everyone varies slightly on origins ... Twee itself began as a vast collection of sounds, gathering the threads where luminaries left off, and carving out divergent avenues in their wake.
— The A.V. Club
Музыкальный журналист Marc Spitz сообщает, что корни тви лежат в послевоенной музыке 1950-х. В то время как культура классифицирует себя под прозвищем «инди», многие крупные представители жанра тви получили признание критиков за их вклад в это движение.

## История
Истоки тви-попа лежат в постпанке конца 1970-х и начала 1980-х, в звучании групп The Raincoats, Television Personalities, Young Marble Giants, Orange Juice и Aztec Camera. Записи этих групп осуществили культурный сдвиг. Новое поколение музыкантов, не имеющее амбиций становиться поп-звездами, увидело, как андеграундная музыка может существовать далеко от агрессивного, гипер-сексуального мейнстрима. И когда The Smiths впервые пробились в Top 10 UK с синглом «Heaven Knows I'm Miserable Now» стало ясно, что пришло время перемен.
Тви-поп происходит от сборника C86, изданного британским еженедельником NME в 1986 году. Он включал в себя такие группы, как McCarthy, The Wedding Present, Primal Scream, The Pastels и The Bodines, на которые в равной степени оказали влияние джэнгл-гитара The Smiths, трёхаккордная наивность Ramones и сладкое звучание женских групп 1960-х. Само по себе движение C86 было непродолжительным, однако оно породило большое количество групп, превратившихся в тви-поп. В Великобритании центром тви-поп-сцены в течение многих лет был ныне легендарный лейбл Sarah Records, на котором издавались The Field Mice, Heavenly и The Orchids. В США центром был K Records, владельцем которого является участник группы Beat Happening Calvin Johnson.
В настоящее время сцена тви-попа растёт, большой вклад в это сделали инди-группы из Швеции. Среди представителей тви-попа выделяются следующие: The Shop Assistants, The Pastels, Beat Happening, The Field Mice, Tiger Trap, Talulah Gosh, Belle and Sebastian, Acid House Kings, Camera Obscura и The Pains of Being Pure at Heart.

## Каддлкор
Каддлкор (англ. Cuddlecore) — движение, возникшее из тви-попа, кратковременное явление середины 1990-х. Термин относится к стилю с гармоничным вокалом и поп-мелодиями поверх панк-звучания. Группы каддлкора обычно были женскими, хотя и не всегда, и по существу являлись более поп-ориентированными представителями Riot grrrl-сцены.

## Наиболее значимые релизы
Список предоставлен порталом about.com:
| Список релизов                   | Список релизов                   | Список релизов | Список релизов            | Список релизов            |
| -------------------------------- | -------------------------------- | -------------- | ------------------------- | ------------------------- |
| Исполнитель                      | Название                         | Год выпуска    | Лейбл                     | Рейтинг AllMusic          |
| The Pastels                      | Up for a Bit with The Pastels    | 1987           | Glass Records, Paperhouse | Альбом на сайте AllMusic. |
| The Field Mice                   | Snowball                         | 1989           | Sarah                     | Альбом на сайте AllMusic. |
| Tiger Trap                       | Tiger Trap                       | 1993           | K Records                 | Альбом на сайте AllMusic. |
| Belle and Sebastian              | If You're Feeling Sinister       | 1996           | Jeepster, Matador         | Альбом на сайте AllMusic. |
| The Pains of Being Pure at Heart | The Pains of Being Pure at Heart | 2009           | Slumberland, Fortuna Pop! | Альбом на сайте AllMusic. |